# 차봉

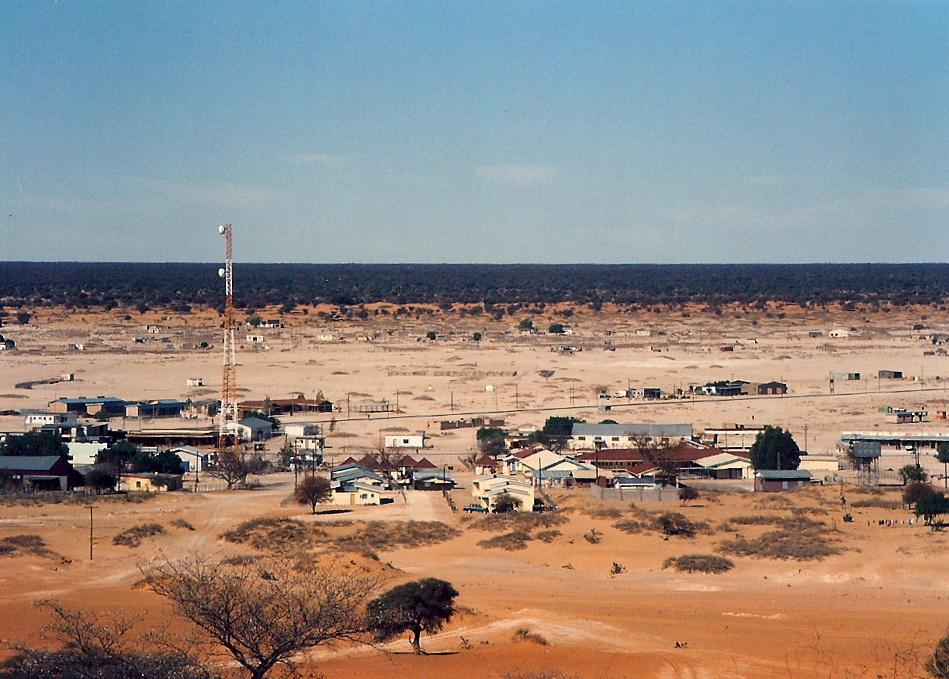

차봉(Tshabong)은 보츠와나 남서부와 칼라하리 사막에 위치한 도시로, 칼라가디구의 행정 중심지이며 인구는 8,939명(2011년 기준)이다.